# Osek (district de Beroun)
Pour les articles homonymes, voir Osek.
Osek est une commune du district de Beroun, dans la région de Bohême-Centrale, en République tchèque. Sa population s'élevait à 805 habitants en 2020.

## Géographie
Osek se trouve à 7 km au sud-sud-ouest de Žebrák, à 24 km au sud-ouest de Beroun et à 51 km au sud-ouest de Prague.
La commune est limitée par Záluží au nord, par Hořovice à l'est, par Hvozdec et Komárov au sud, et par Újezd à l'ouest.

## Histoire
La première mention écrite de la localité date de 1543.